# Prokariontsko jedro
Prokariontsko (bakterijsko) jedro ali nukleoid je območje enotne protoplazme prokariontov, v katerem leži prstanast kromosom. Gre za celični organček nepravilne oblike, ki vsebuje večino dednine prokariontske celice.  V nasprotju s celičnim jedrom, ki je prisotno v evkariontski celici, nukleoid ni obdan z jedrno ovojnico. Dednino prokariontske celice praviloma predstavlja krožna dvojnovijačna DNK, ki je lahko prisotna v več kopijah. Dolžina DNK variira med vrstami, a na splošno meri vsaj nekaj milijonov baznih parov.
Namesto izraza kromosom se za prokariontsko DNK uporablja tudi izraz genofor. Za razliko od evkariontskega kromosoma pri genoforu ni prisoten kromatin. DNK v prokariontskem kromosomu je strnjena z dodatnim zvitjem, medtem ko je pri evkariontskem kromosomu DNK še bolj zgoščena zaradi kromatinske strukture. Prokariontski kromosomi so povečini krožni (prstanasti), le pri nekaj vrstah pa linearni. Krožna oblika prokariontskih kromosomov le-tem omogoča podvojevanje brez sodelovanja telomer. Kromosomi prokariontov so načeloma znatno manjši od evkariontskih: merijo lahko na primer zgolj 580.073 baznih parov (pri bakteriji Mycoplasma genitalium). Pri številnih evkariontih se krožna DNK nahaja v mitohondrijih (pri živalih) ali kloroplastih (pri rastlinah). Omenjeni organčki nasploh močno spominjajo na prokariontske celice.

## Zgradba
Eksperimentalni dokazi kažejo, da večino nukleoida predstavlja DNK (okoli 60 %), manjši del pa RNK (predvsem sporočilna RNK) in beljakovine (predvsem transkripcijski faktorji). Beljakovine, ki pomagajo vzdrževati dodatno zvito strukturo DNK, se imenujejo nukleoidne beljakovine in se razlikujejo od histonov v evkariontskem jedru. Nukleoidne beljakovine v primerjavi s histoni ne tvorijo nukleosomov (enota v organizaciji kromatina, v kateri je DNK navita okoli beljakovinske sredice). Nukleoidne beljakovine izrabljajo druge mehanizme za strnjevanje DNK, na primer tvorbo zank DNK.